# Manuel Sanchis Blasco
Manuel Sanchis Blasco, més conegut com Finezas II (València, 3 de març de 1918 - València, 24 de maig de 1996) va ser un fotògraf que va desenvolupar la seua activitat principalment a València. Va ser el segon d'una coneguda família de fotògrafs valencians, ocupació que heretà de son pare Joaquín Sanchis Serrano i més tard també desenvoluparia el seu net José Manuel (Finezas III).
Comença a treballar el 1932 a Casa Gil, i a la Guerra Civil participa al Front de Terol, on li fereixen als ulls. Va exercir com a reporter fotogràfic, per a Levante entre d'altres mitjans, i publicà a Paris-Match un reportatge sobre la riuada de 1957. En la maduresa, s'especialitza en esports i passatemps, com futbol, bous i boxa.